# オーガスタス・ヘリング

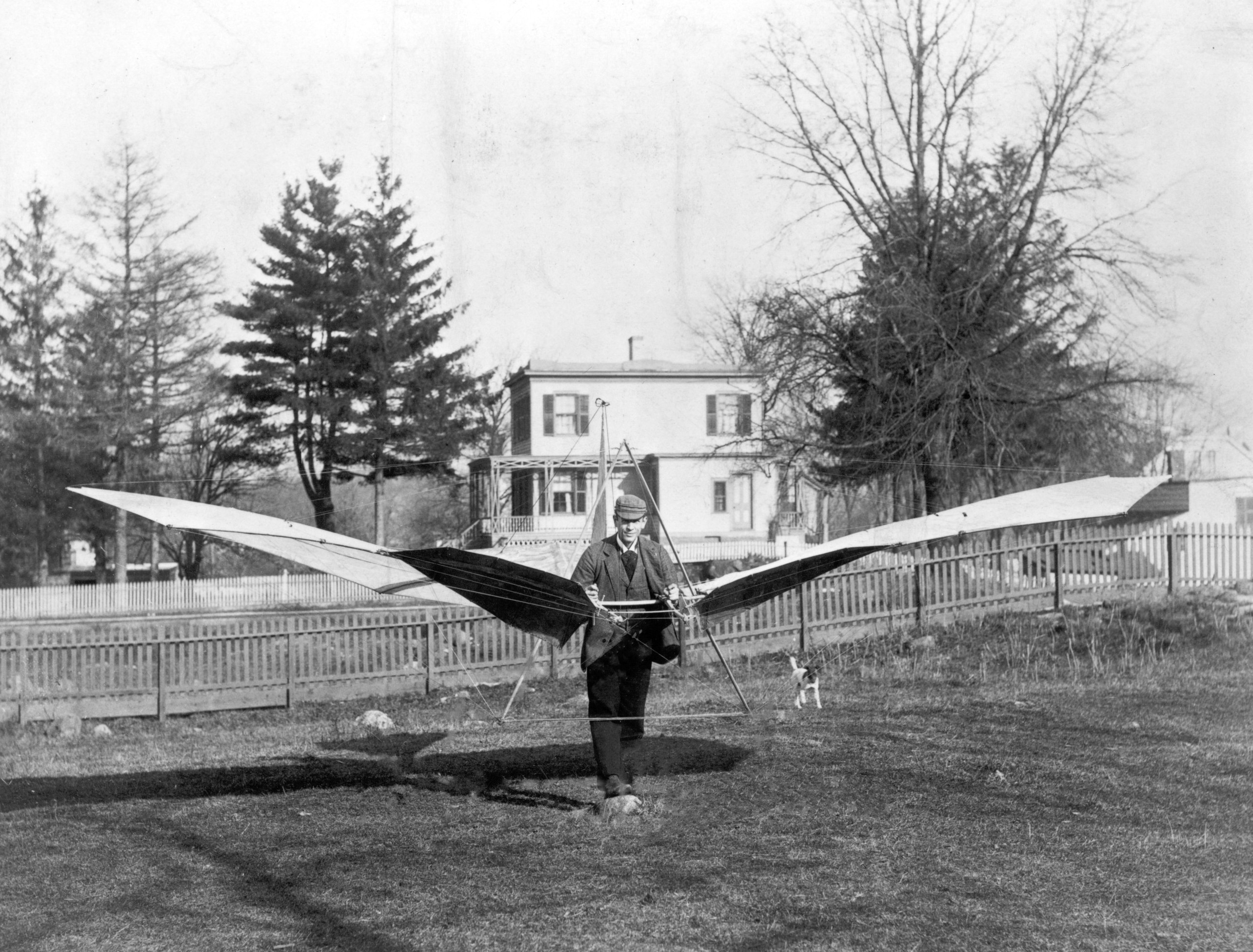
ヘリングの初期のグライダー

オーガスタス・ヘリング（Augstus Herring、1865年 - 1926年）はアメリカ合衆国の航空の先駆者。重航空機による世界初の動力飛行を達成したのは彼だという説もある。
航空におけるヘリングの経歴は、オクターヴ・シャヌートの被雇用者として始まった。間もなく彼は航空上の実験を独自に行なうようになり、1896年には（その種の物としてはおそらくアメリカ初である）特許を申請した。すなわち有人で、空気より重く、動力を持ち、操縦可能な「飛行機械」の特許である。
1899年10月11日、ミシガン州セント・ジョゼフで、彼は複葉グライダーに自ら設計した圧縮空気エンジンを積み、50ftを飛行した。もっと後で行なわれた飛行は地元誌に目撃され報道されている。しかし、これらの主張は論駁され続けている。フィル・スコットの本"The Shoulders of Giants: A History of Human Flight to 1919""によれば、ヘリングのグライダーは操舵するのが困難で、なおかつ彼の圧縮空気エンジン（2気筒・3馬力）は一度にたったの30秒間しか作動させられなかった。そのためスコットはヘリングをハンググライダーの伝統を継続しただけの人間と見なしている。現代の専門家たちも、ヘリングを「人類初の動力飛行達成者」の候補に入れてはいない。
1909年、ライト兄弟と対立中のグレン・カーチスとともにカーチス・ヘリングを設立した。